# Karas zlatý
Karas zlatý (Carassius auratus), lidově zlatá rybka, je sladkovodní ryba z čeledi kaprovitých, řádu máloostní. Je to jedna z nejčastěji chovaných akvarijních a jezírkových ryb.
Člen čeledi kaprovitých (kam patří i a karas obecný a karas stříbřitý), je ryba původem z východní Asie. Poprvé byl chován ve starověké Číně před více než 1000 lety a od té doby bylo vyšlechtěno několik různých plemen. Různá plemena zlatých ryb se od sebe velmi liší velikostí, tvarem těla, konfigurací ploutví a zbarvením (jsou známy různé kombinace bílé, žluté, oranžové, červené, hnědé a černé).

## Historie

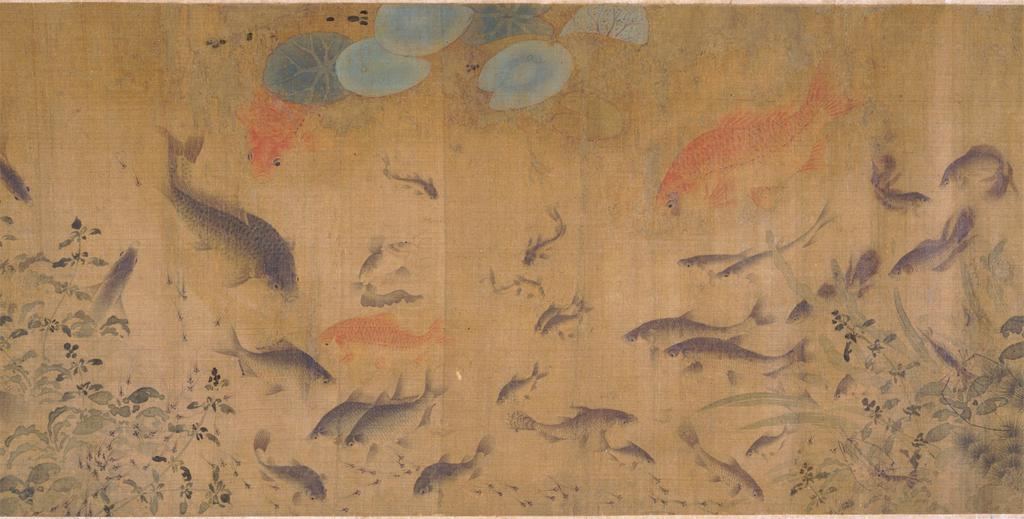
Liou Cchaj (asi 1080–1120): Tři zlatí karasi plovoucí mezi padajícími květy, období říše Sung

Již od časů starověké Číny chovali lidé po tisíce let různé odrůdy kaprovitých ryb, jako jsou Kapr obecný, Amur bílý, Amur černý, Tolstolobik bílý, Tolstolobec pestrý, Karas obecný či právě karas zlatý, jako chovné ryby. Některé z těchto běžně šedých nebo stříbrných druhů mají sklon tvořit červené, oranžové nebo žluté mutace. To bylo poprvé zaznamenáno za dynastie Ťin (265–420).
V období říše Tchang (618–907) byli kapři s oblibou chováni v okrasných jezírkách a vodních zahradách. Přirozená genetická mutace vytvářela spíše zlaté (ve skutečnosti nažloutle oranžové) zbarvení než odstín do stříbra. Lidé tedy začali pěstovat zlatou odrůdu namísto stříbřité a chovali tyto ryby v jezírkách nebo jiných vodních plochách. Při zvláštních příležitostech, kdy byli očekáváni hosté, se ryby vystavovaly na odiv v mnohem menších nádobách.
Za dynastie Sung (960–1279) byl rezolutně zaveden výběrový domácí chov zlatých karasů. V roce 1162 nařídila císařovna Kuo (1126–1156) vybudovat jezírka ke shromažďování červených a zlatých odrůd. Do té doby měli lidé mimo císařskou rodinu zakázáno držet rybky zlaté (žluté) odrůdy, protože žlutá barva byla symbolem čínských císařů. To je pravděpodobně také důvod, proč jsou oranžové odrůdy zlatých karasů rozšířenější než žluté.
V období dynastie Ming (1368–1644) se začaly zlaté rybky chovat i v krytých prostorách, což umožňovalo výběr a pěstování mutací, které by ve venkovních nádržích nedokázaly přežít. První výskyt zlatých karasů s vějířovitou ocasní ploutví byl zaznamenán právě za dynastie Ming. V roce 1603 se zlaté rybky dostaly do Japonska a roku 1611 do Portugalska, odkud se rozšířily do dalších částí Evropy.
Ve 20. letech 16. století byly zlaté rybky pro své kovově lesklé šupiny vysoce ceněny v jižní Evropě a symbolizovaly štěstí a bohatství. Stalo se tradicí, že ženatí muži dávali svým manželkám při prvním výročí svatby zlatou rybku jako symbol nadcházejících úspěšných let. Tato tradice rychle zanikla, když se zlaté rybky staly dostupnější a ztratily svoje výjimečné postavení. Do Severní Ameriky byli karasi zlatí poprvé dovezeni kolem roku 1850 a rychle se stali populární ve Spojených státech.

## Biologie

### Vzhled
Karas zlatý má vysoké zploštělé tělo s tuhými šupinami, mírně vyklenutou hřbetní ploutví a nemá vousky kolem tlamy. Pohlavně dospělé samičky mají kulatější bříška, u samců lze v době tření pozorovat tzv. třecí vyrážku.

### Velikost
Podle britské BBC žil dubnu 2008 největší karas zlatý na světě v Nizozemsku a měřil 48 cm. V téže době byl údajně největší zlatou rybkou chovanou ve Velké Británii a druhou největší na světě zlatý karas jménem „Goldie“ z přímořského města Folkestone. Tuto 38 cm dlouhou a přes 0,91 kg vážící zlatou rybku chovala její majitelka jako domácího mazlíčka. Podle tajemníka Federace britských akvaristických společností (FBAS) existuje v Británii pravděpodobně v okrasných jezírkách několik větších zlatých ryb, jež lidé nepovažují za rekordmany. V červenci 2010 byla v jezeře v anglickém městě Poole v Dorsetu chycena zlatá rybka o rozměrech 41 cm a 2,3 kg. Šlo pravděpodobně o vypuštěnou rybku, která přerostla své domácí akvárium.

### Zrak
Karas zlatý má jeden z nejlépe prostudovaných zrakový systémů u ryb. Má čtyři druhy čípků, jež jsou příslušně citlivé na čtyři různé barvy: červenou, zelenou, modrou a ultrafialovou. Schopnost rozlišovat mezi čtyřmi různými barvami viditelného spektra je řadí mezi tetrachromaty.

### Sluch
Také sluchorovnovážný orgán těchto ryb patří mezi nejlépe prostudované v rybí říši. Mají dva otolity, které společně s vláskovými buňkami umožňují zjišťování polohy těla, a Weberův aparát, jenž propojuje plynový měchýř se sluchorovnovážným orgánem, čímž usnadňuje detekci akustického tlaku (zvuku).

### Poznávací schopnosti
Karas zlatý má dobře vyvinutou schopnost asociativního i sociálního učení. Díky svému ostrému zraku navíc dokáže rozlišovat mezi jednotlivými lidmi. Majitelé si mohou všimnout, že ryby na ně reagují příznivě (plavání k přednímu sklu akvária, rychlé plavání po jeho obvodu a vyplouvání na povrch, kde „žebrají“ o potravu), zatímco když se k němu přiblíží cizí lidé, schovávají se. Mají-li tyto rybky neustálý vizuální kontakt s lidmi, přestávají je považovat za hrozbu. Po několikatýdenním učení lze zlatou rybku krmit z ruky aniž se plaší. 
Tyto ryby mají i velmi dobrou paměť, takže si pamatují nejméně po dobu tří měsíců. Dokážou také rozlišovat mezi různými tvary, barvami a zvuky.
Při použití pozitivní motivace lze rybku naučit rozpoznávat světelné signály různých barev a reagovat na ně nebo provádět rozličné úkony. Ryby reagují na určité barvy nejzjevněji v souvislosti s potravou. Dostávají-li krmení denně ve stejný čas, naučí se ho v danou dobu očekávat.

### Chování
Karas zlatý je společenský živočich a vykazuje při svém chování takzvanou inteligenci hejna. Tyto ryby si jako skupina i jako jedinci počínají v souladu s přirozeným chováním kaprovitých ryb. Díky své přizpůsobivosti vykazují při krmení, rozmnožování a unikání před predátory různorodé chování, jež přispívá k jejich úspěšnému přežití. Jejich vzájemné chování lze označit jako „přátelské“. Jen velmi vzácně dochází k situaci, že jedna rybka poškodí druhou. Ani samci neubližují v době rozmnožování samicím. Jediná skutečná „hrozba“, kterou si mohou zlatí karasi navzájem představovat, je v rámci soutěžení o potravu. Při akvarijním chovu mohou hbitější variety, jako je kometa, během krmení snadno sníst veškerou potravu, než se k ní stačí dostat pomalejší jedinci. To může mít za následek hladovění dotčených rybek, případně zpomalení či zastavení jejich růstu, pokud jsou drženy v nádrži se svými hbitějšími příbuznými.

### Potrava

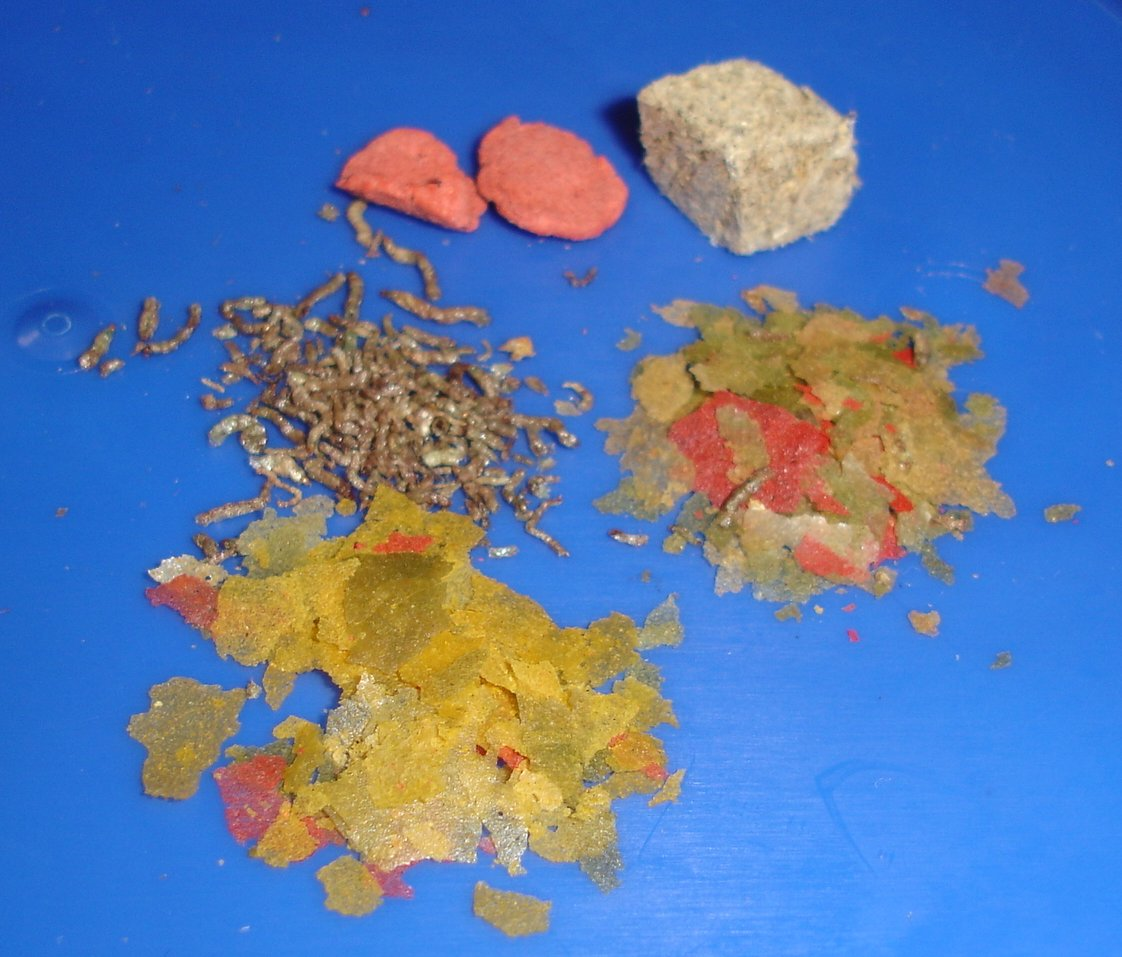
Různé druhy krmení pro rybičky

Karas zlatý je všežravec. Ve volné přírodě tvoří jeho stravu korýši, hmyz a různý rostlinný materiál. Jako většina ryb je to příležitostný jedlík. Má-li dost potravy, sám od sebe nepřestane tak snadno jíst. Nadměrné krmení může být pro tyto rybky škodlivé. Často při něm dochází k zablokování střev. To se nejčastěji stává u šlechtěných rybek, jež mají stočenou trávicí trubici. Je-li k dispozici přebytek potravy, produkují karasi větší množství odpadu a výkalů, částečně kvůli neúplnému trávení bílkovin. Překrmování může být někdy diagnostikováno pozorováním výkalů vlekoucích se z řitního otvoru.
Krmivo určené specificky pro karasy zlaté má méně bílkovin a více sacharidů než běžné krmení pro ryby. Chovatelé mohou tuto stravu doplnit loupaným hráškem, blanšírovanou listovou zeleninou a pakomáry. Mladým rybkám prospívá přídavek žábronožek. Tak jako u všech živočichů jsou i chutě karasů zlatých různé.

### Rozmnožování a vývoj
Tyto rybky mohou dorůst až do pohlavní zralosti pouze za předpokladu, že mají dostatek vody a správnou výživu. Většina karasů zlatých se v zajetí běžně rozmnožuje, zejména v chovných jezírkách. K rozmnožování obvykle dochází po významné změně teploty, často na jaře. Samci pronásledují samice s jikrami a vrážením a rýpáním je vybízejí, aby uvolnily svá vajíčka.
Karasi zlatí jsou, stejně jako všechny kaprovité ryby, vejcorodí. Jejich vejce jsou lepkavá a přilnou k vodní vegetaci, obvykle k hustým rostlinám, jako jsou kabomby či vodní mor, v případě chovných nádrží též k takzvaným třecím střapcům či mopům. Plůdek se líhne během 48 až 72 hodin.
Asi tak během týdne začnou karasí novorozenci nabývat rybí podobu, ale může uběhnout až rok, než se mladé rybky vybarví do správného odstínu. Do té doby jsou kovově hnědé jako jejich divocí předci. V prvních týdnech života potěr rychle roste – adaptace vyvolaná vysokým rizikem, že plůdek pozře některý dospělý zlatý karas, případně jiná ryba nebo hmyz vyskytující se v jeho okolí.
Některé vysoce prošlechtěné variety se již kvůli svému změněnému tvaru nedokážou přirozeně rozmnožovat. V takovém případě může pomoci jen takzvaný umělý výtěr. Musí však být proveden správně, aby nedošlo k poškození ryb.
|  |  |

## Další české názvy
- kapr zlatý
- kapřík zlatý
- karas čínský
- karas stříbřitý
- karas větší

## Variety
Selektivní chov po staletí přinesl několik barevných variant, některé z nich byly daleko od „zlaté“ barvy původní ryby. Existují také různé tvary těla a konfigurace ploutví a očí. Některé extrémní verze zlaté rybky žijí pouze v akváriích – jsou mnohem méně odolnější než odrůdy blíže k „divokému“ originálu. Nicméně, některé variace jsou těžší, takový jako Shubunkin. V současné době je v Číně uznáno asi 300 plemen. Převážná většina plemen zlatých ryb dnes pochází z Číny.

K varietám karase zlatého patří:
- karas zlatý shubunkin (Carassius auratus shubunkin) – kombinací červené, černé, modré a bílé barvy připomíná kapra koi
- karas sarasa
- karas citrónový
- závojnatka ryunkin
- závojnatka kaliko
- závojnatka teleskopka

Další členění variet karase zlatého
Crucian (může být také nazýván „tráva“) – zlatá rybka bez fantastických anatomických rysů. Patří mezi ně běžná zlatá rybka, zlatá rybka kometa a Shubunkin.
Wen – zlatá rybka s ozdobným ocasem, např. Fantails a Veiltails („Wen“ je také název charakteristického headgrowthu na takových kmenech jako Oranda a Lionhead)
Dragon Eye – zlatá rybka s prodlouženýma očima, např. Black Moor, Bubble Eye a Telescope Eye
Vejce – zlatá rybka bez hřbetní ploutve, obvykle s tělem ve tvaru vajíčka, např. Lionhead (všimněte si, že do této skupiny patří Bubble Eye bez hřbetní ploutve)

## Trh
Trh s živými karasi zlatými, kteří se obvykle dováželi z Číny, činil v roce 2018 1,2 milionu dolarů. Některé vysoce kvalitní odrůdy stojí mezi 3100 až 7500 korun (125 až 300 USD).

### Příbuzné druhy

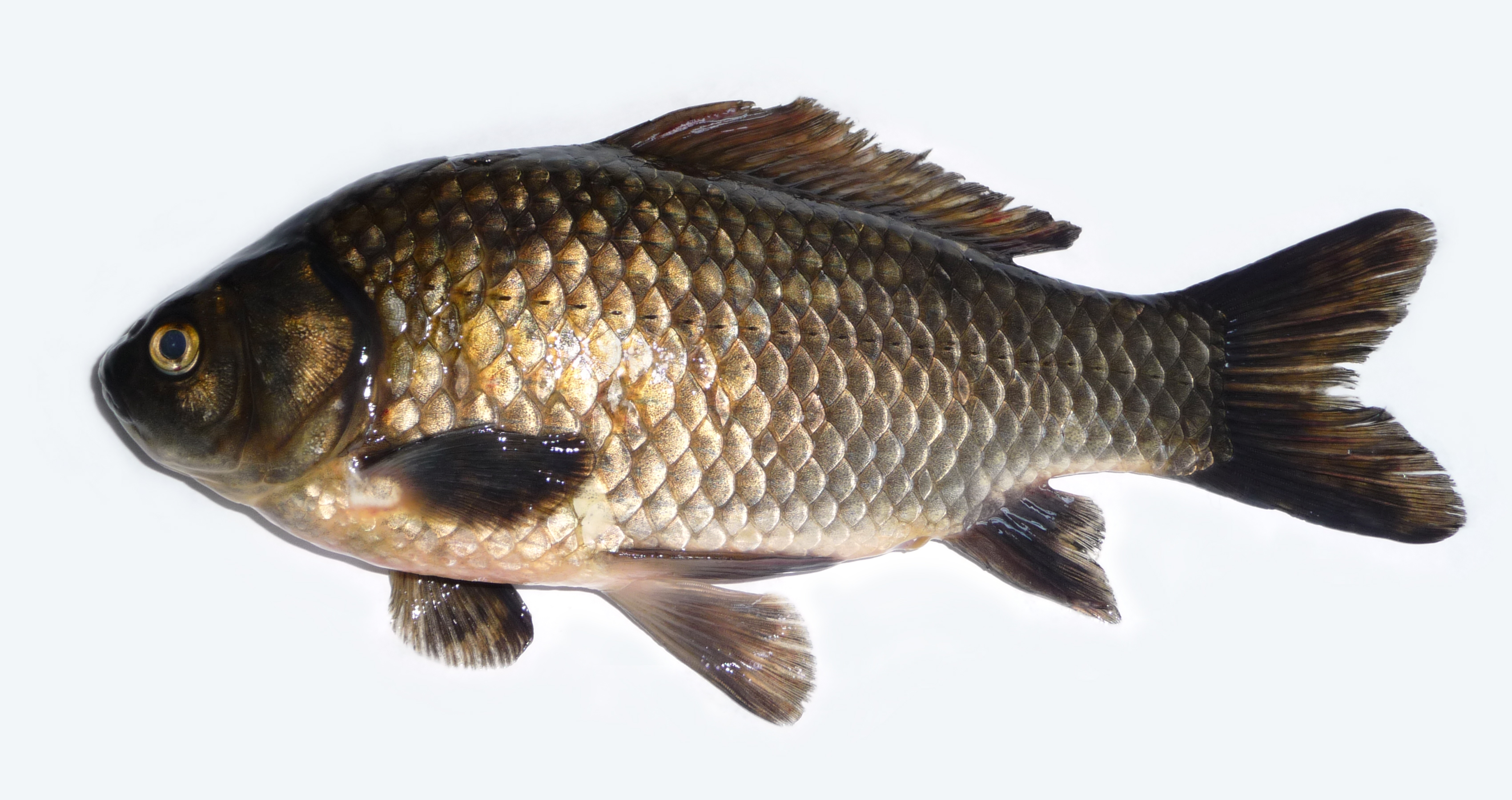
Divoký karas stříbřitý(Carassius gibelio) – bledě stříbřitá a nahnědlá ryba

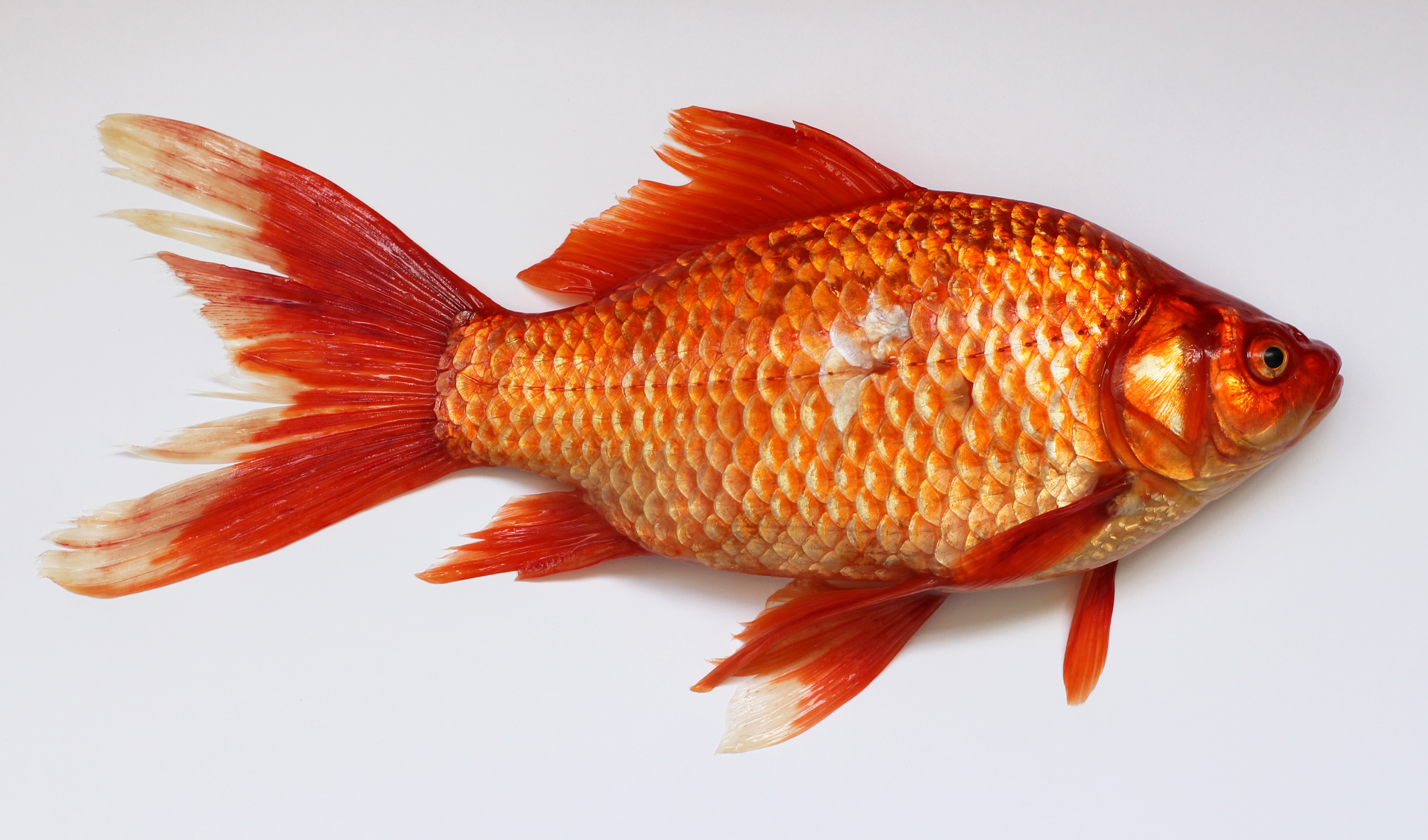
Zlatý karas (Carassius auratus) – oranžově zbarvená ryba

Tam, kde se věřilo, že Pruský kapr (Carassius gibelio) byl nejblíže divokým příbuzným zlaté rybky. Moderní genetické sekvenování se ukázalo jinak. C. auratus se liší od ostatních druhů Carassius několika charakteristikami. C. auratus mají špičatější čenich, zatímco čenich C. carassius je dobře zaoblený. C. gibelio má často šedozelenou / nazelenalou barvu, zatímco kapr crucian je vždy zlatý bronz. Juvenilní kapřínský kapr má na základně ocasu černou skvrnu, která s věkem mizí. U C. auratus není toto ocasní místo nikdy přítomno. C. auratus má podél postranní linie méně než 31 šupin, zatímco kapr crucian má 33 nebo více šupin.
Stejně jako jejich divocí předci, obyčejná a kometní zlatá rybka, stejně jako Shubunkin, mohou přežít, a dokonce prospívat, v jakémkoli klimatu, které může podpořit rybník, zatímco ozdobná zlatá rybka v přírodě nepřežije, protože jejich světlé barvy a dlouhé ploutve z nich dělají snadnou kořist . Zlatá rybka může hybridizovat s některými dalšími druhy Carassius i jinými druhy kaprů. Během tří chovných generací se drtivá většina hybridních plodin vrací k barvě divokého typu. Koi a kapr obecný se mohou také křížit se zlatou rybkou, aby vytvořili sterilní hybridy.

## Chov

### V akváriích

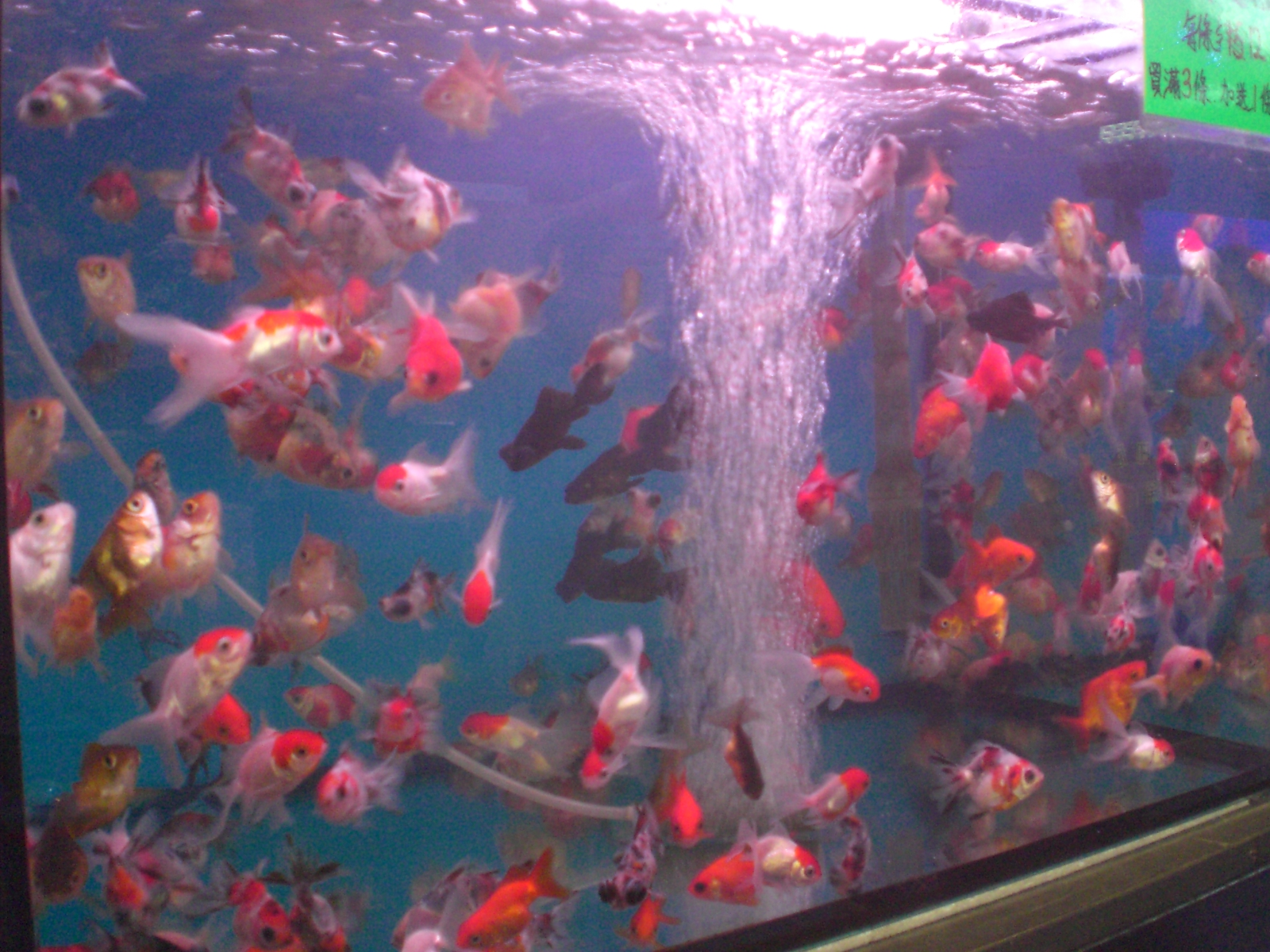

Stejně jako většina druhů v kaprové rodině, zlatá rybka produkuje velké množství odpadu jak ve svých výkalech, tak prostřednictvím svých žaber a uvolňuje škodlivé chemikálie do vody. K hromadění tohoto odpadu na toxickou úroveň může dojít v relativně krátkém časovém období a může snadno způsobit smrt zlaté rybky. U běžných a kometových odrůd by každá zlatá rybka měla mít asi 20 litrů vody. Efektní zlatá rybka (která jsou menší) by měla mít asi 10 galonů na zlatou rybku. Povrchová plocha vody určuje, kolik kyslíku difunduje a rozpouští se do vody. Obecným pravidlem je 1 m². Aktivní provzdušňování pomocí vodního čerpadla, filtru nebo fontány účinně zvětšuje povrchovou plochu.
Zlatá rybka může žít v nevyhřívaných akváriích při teplotě pohodlné pro člověka. Avšak rychlé změny teploty, je mohou zabít, zejména pokud je nádrž malá. Při přidávání vody je třeba dbát opatrnosti, protože nová voda může mít jinou teplotu. Teploty pod asi 10 °C jsou nebezpečné pro ozdobné odrůdy, ale obyčejné a komety mohou přežít o něco nižší teploty. Mimořádně vysoké teploty (nad 30 °C) mohou také poškodit zlatou rybku. Vyšší teploty však mohou pomoci bojovat proti protozoálním napadení tím, že urychlují životní cyklus parazita – a tím je rychleji eliminují. Optimální teplota pro zlatou rybku je mezi 20 °C a 22 °C.
Stejně jako všechny ryby, zlatá rybka nemá ráda hlazení. Dotknutí zlaté rybky může ve skutečnosti ohrozit její zdraví, protože může způsobit poškození nebo odstranění ochranného slizového kabátu a vystavit kůži ryb infekci bakteriemi nebo vodními parazity. Zlaté rybky však reagují na lidi povrchem v době krmení a mohou být vyškoleni nebo aklimatizováni na odebírání pelet nebo vloček z lidských prstů. Pověst rychlého umírání zlaté rybky je často způsobena špatnou péčí. Životnost zlaté rybky v zajetí může přesáhnout 10 let.
Pokud zůstane ve tmě po určitou dobu, zlatá rybka postupně mění barvu, dokud není téměř šedá. Zlatá rybka produkuje pigment v reakci na světlo, podobně jako se lidská kůže opálí na slunci. Ryby mají buňky zvané chromatofóry, které produkují pigmenty odrážející světlo a dávají rybám zbarvení. Barva zlaté rybky je určena tím, které pigmenty jsou v buňkách, kolik molekul pigmentu existuje a zda je pigment seskupen uvnitř buňky nebo je rozložen v cytoplazmě.
Protože zlaté rybky jedí živé rostliny, může být jejich přítomnost v osázeném akváriu problematická. Kolem zlatých ryb může přežít pouze několik druhů rostlin akvária (například Cryptocoryne a Anubias), ale vyžadují zvláštní pozornost, aby nebyly vykořeněny. Plastové rostliny jsou odolnější.

### V rybnících

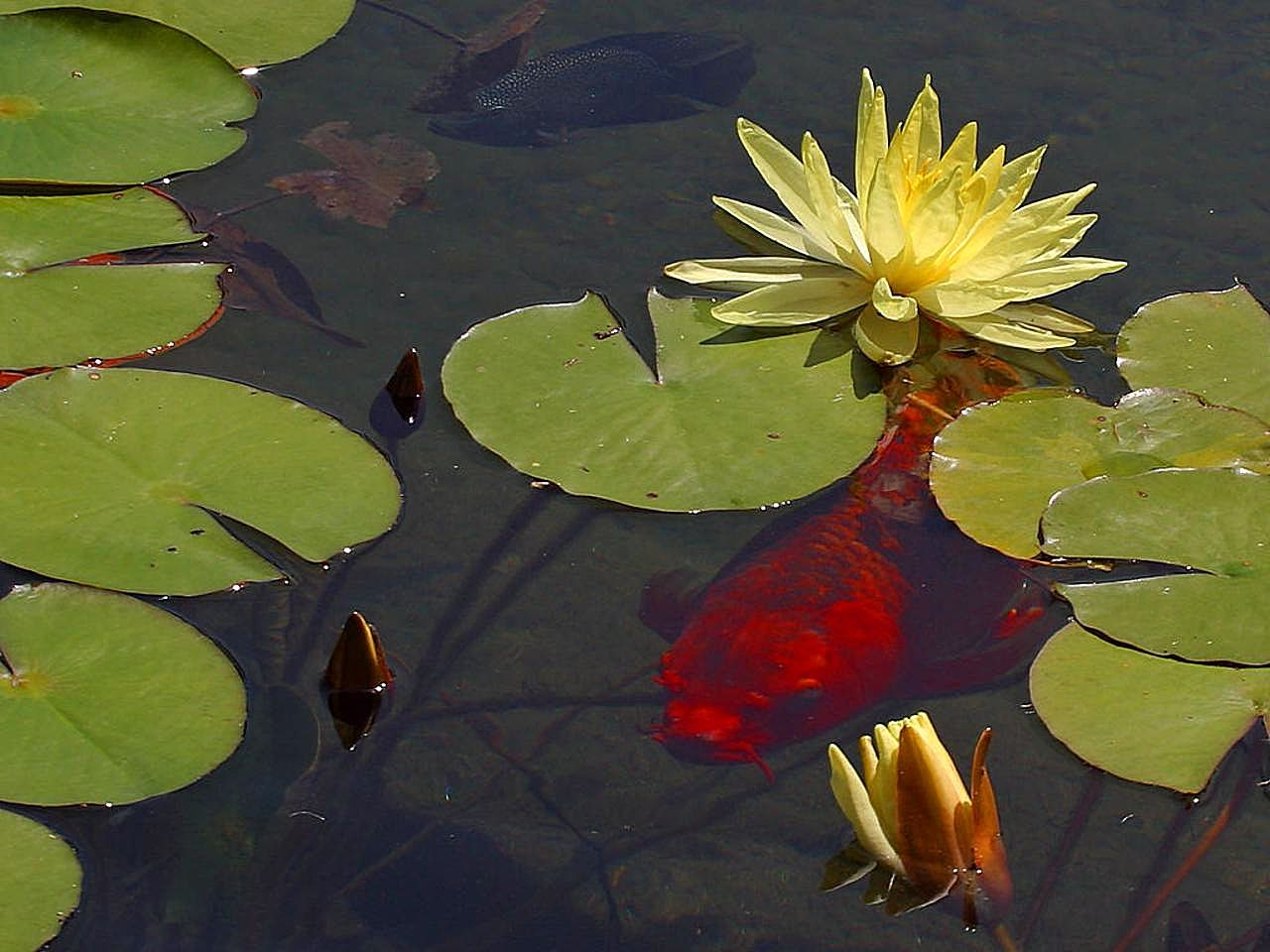
Zlatá rybka ve venkovním malém rybníku

Zlaté rybky jsou populární rybníkové ryby, protože jsou malé, levné, barevné a velmi vytrvalé. Ve venkovním jezírku nebo vodní zahradě mohou dokonce krátce přežít, pokud se na povrchu vytvoří led, pokud ve vodě zbývá dostatek kyslíku a rybník nezmrzne. Běžné, londýnské a Bristolské shubunkiny, jikiny, wakiny, komety a některé tvrdší fantastické zlaté rybky mohou být v rybníku po celý rok drženy v mírných a subtropických podnebích. Moor, závoj, oranda a lionhead lze bezpečně udržovat ve venkovních rybnících po celý rok pouze v tropičtějším podnebí a pouze v létě jinde.
Rybníky malé a velké jsou v teplejších oblastech v pořádku (třebaže je třeba poznamenat, že zlatá rybka se může v létě v tropických podnebích „přehřát“ v malých objemech vody). V mrazivých podnebích by hloubka měla být alespoň 80 centimetrů (31 in), aby se zabránilo zamrznutí. Během zimy se zlaté rybky stávají pomalými, přestávají jíst a často zůstávají na dně rybníka. To je normální; na jaře se znovu aktivují. Pokud není rybník dostatečně velký na to, aby si udržel svůj vlastní ekosystém bez zásahů lidí, je důležitý filtr, který vyčistí odpad a udržuje rybník čistý. Rostliny jsou nezbytné, protože fungují jako součást filtračního systému a také jako zdroj potravy pro ryby. Rostliny jsou dále výhodné, protože zvyšují hladinu kyslíku ve vodě.
Mezi kompatibilní ryby patří rudd, léň, orfe a koi, ale ty vyžadují zvláštní péči. Šneci Ramshorn jsou užiteční tím, že jí všechny řasy, které rostou v rybníku. Bez nějaké kontroly populace zvířat se rybníky mohou snadno přehánět. Ryby, jako je orfe, konzumují vejce zlaté rybky.

### Eliminace komárů
Jako některé jiné populární akvarijní ryby, jako jsou paví očka (Poecilia reticulata), zlaté rybky a jiní kapři, se často přidávají do stojatých vodních ploch, aby se snížila populace komárů. Používají se k zabránění šíření Západonilské horečky, který se spoléhá na migraci komárů. Zavedení zlaté rybky však mělo často negativní dopad na místní ekosystémy.

## Obavy z prospěchu
Zlaté rybky držené v miskách nebo „mini-akváriích“ trpí smrtí, nemocemi a omračováním, především v důsledku nízkého obsahu kyslíku a velmi vysokých hladin amoniaku / dusitanu v takovém prostředí. Ve srovnání s jinými běžnými akvarijními rybami mají zlaté rybky vysokou potřebu kyslíku a produkují velké množství odpadu; proto potřebují k prosperitě značný objem dobře filtrované vody. Kromě toho mají všechny odrůdy zlaté rybky celkovou délku cca 13 cm, přičemž některá plemena často přesahují 30 cm (například zlaté rybky obecné a komety).

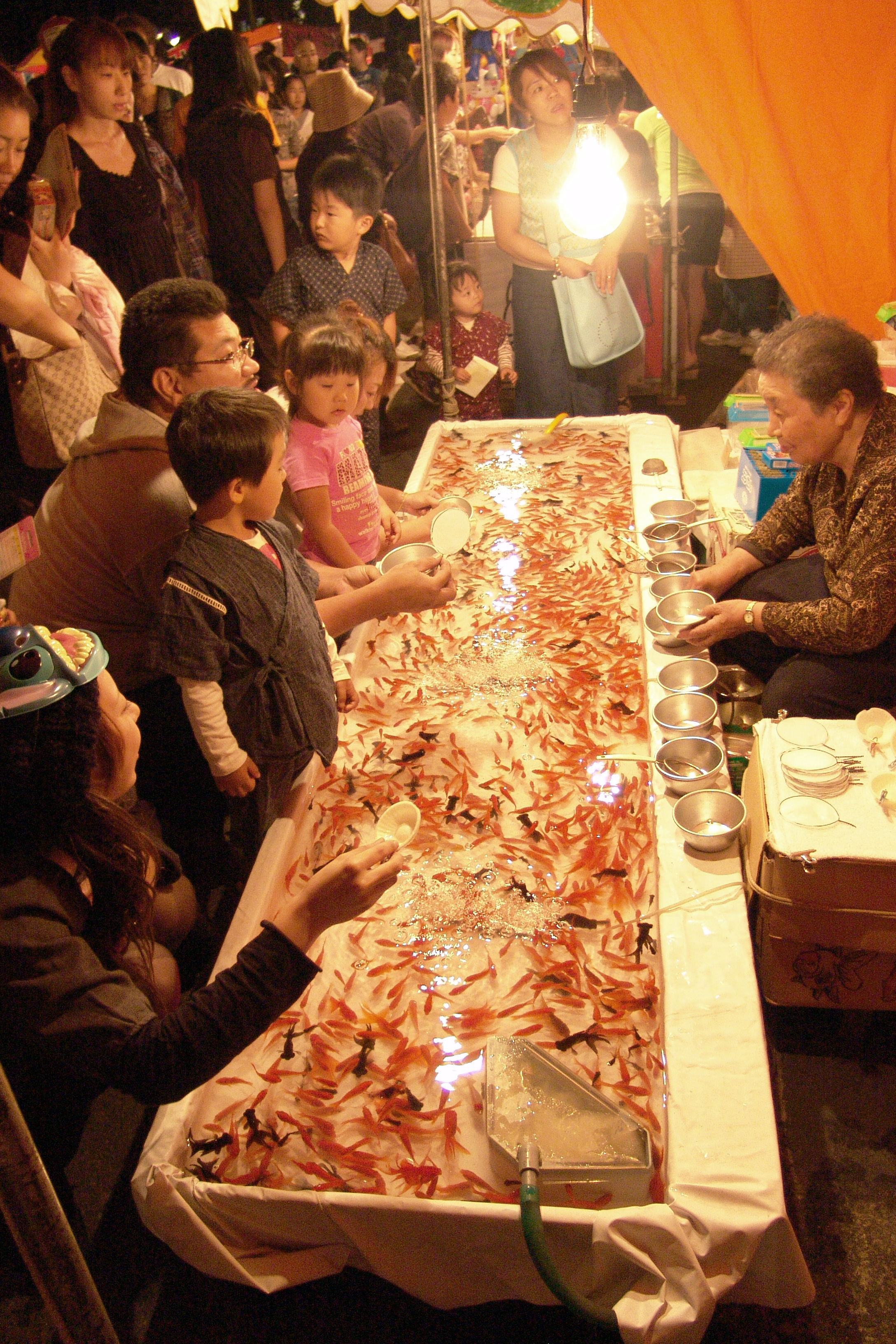
Tradiční japonská hra (Goldfish scooping)

V mnoha zemích karnevalové a veletržní operátoři obvykle rozdávají zlaté rybky v plastových sáčcích jako ceny. Na konci roku 2005 Řím zakázal používání zlatých ryb a jiných zvířat jako karnevalové ceny. Řím také v roce 2004 zakázal používání „zlatých rybích misek“ na základě krutosti zvířat a také v italské Monze. Ve Spojeném království vláda navrhla zakázat tuto praxi jako součást svého zákona o dobrých životních podmínkách zvířat, ačkoli to od té doby bylo změněno, aby se zabránilo tomu, aby se zlaté rybky dostávaly jako ceny nezletilým osobám bez doprovodu.
V Japonsku se během letních festivalů a náboženských svátků (ennichi) hraje tradiční hra zvaná zlatá rybka, ve které hráč nabírá zlatou rybku pánví. Někdy skákací koule nahrazují zlatou rybku.
V Íránu a mezi mezinárodními íránskými diasporami jsou zlaté rybky tradiční součástí Nourúzových oslav. Někteří obhájci zvířat požadovali bojkoty nákupů zlatých ryb.